# China Anne McClain
China Anne McClain (Atlanta, 25 agosto 1998) è un'attrice e cantante statunitense.

## Biografia
Suo padre, Michael McClain, è un produttore musicale, mentre sua madre Shontell è una cantautrice. Ha due sorelle maggiori, Sierra e Lauryn Alisa, anch'esse attrici di successo.
La carriera di China come attrice inizia nel 2005 all'età di sette anni, recitando nel film The Gospel, dopo che un dirigente musicale la sente cantare. Successivamente, appare nel film Daddy's Little Girls. Nel 2007, entra a far parte del cast di Tyler Perry's House of Payne nel ruolo di Jasmine Payne. Ricopre ruoli da attrice non protagonista in Hannah Montana, NCIS - Unità anticrimine, nei film Hurricane Season e Un weekend da bamboccioni.
Nel 2010, entra nel cast di Jonas L.A. con il ruolo ricorrente di Kiara, mentre nel 2011 compare in due episodi de I maghi di Waverly. Le viene inoltre assegnata la parte della protagonista nella serie Disney A.N.T. Farm - Accademia Nuovi Talenti.
Per A.N.T Farm, McClain registra la cover del singolo Dynamite di Taio Cruz e la canzone principale del film, Exceptional. Il 14 giugno 2011 firma un contratto con Hollywood Records. Il suo primo video musicale, quello di Dynamite, viene trasmesso per la prima volta su Disney Channel il 23 luglio 2011. Per lo speciale di Halloween della rete televisiva, registra la canzone Calling All The Monsters.
Nel 2017 entra a far parte del cast di Descendants 2 , ricoprendo il ruolo di antagonista principale interpretando il personaggio di Uma, figlia della strega cattiva Ursula nel film Disney della Sirenetta.
Nel 2019 riprende parte al cast di Descendants 3, interpretando nuovamente il ruolo di Uma e perdendo il ruolo di antagonista.

## Filmografia

### Attrice

#### Cinema
- Riunione di famiglia con pallottole (Madea's Family Reunion), regia di Tyler Perry (2006)
- Daddy's Little Girls, regia di Tyler Perry (2007)
- Dennis - La minaccia di Natale (A Dennis the Menace Christmas), regia di Ron Oliver (2007)
- Un weekend da bamboccioni (Grown Ups), regia di Dennis Dugan (2010)
- Un weekend da bamboccioni 2 (Grown Ups 2), regia di Dennis Dugan (2012)
- Blood Brother, regia di John Pogue (2018)
- Hubie Halloween, regia di Steven Brill (2020)

#### Televisione
- House of Payne – serie TV (2006-in corso)
- Hannah Montana – serie TV, episodio 3x8 (2009)
- NCIS - Unità anticrimine (NCIS) – serie TV, episodio 6x18 (2009)
- Jonas L.A. – serie TV, 3 episodi (2010)
- I maghi di Waverly (Wizards of Waverly Place) – serie TV, episodio 4x09 (2011)
- Scherzi da star (PrankStars) – reality show (2011)
- A.N.T. Farm - Accademia Nuovi Talenti (A.N.T. Farm) – serie TV, 62 episodi (2011-2014)
- So Random! – serie TV, episodio 1x23 (2012)
- Come creare il ragazzo perfetto (How to Build a Better Boy), regia di Paul Hoen – film TV (2014)
- R. L. Stine's The Haunting Hour – serie TV, episodio 4x07 (2014)
- Bones – serie TV, episodio 10x17 (2015)
- The Night Shift – serie TV, episodio 3x09 (2016)
- K.C. Agente Segreto (K.C. Undercover) – serie TV, episodi 3x01-3x02 (2017)
- Descendants 2, regia di Kenny Ortega – film TV (2017)
- Under the Sea: A Descendants Short Story, regia di Kenny Ortega – cortometraggio TV (2018)
- Black Lightning – serie TV, 51 episodi (2018-2021)
- Descendants 3, regia di Kenny Ortega – film TV (2019)
- 9-1-1: Lone Star – serie TV, episodio 4x13 (2023)
- Descendants: L'ascesa di Red (Descendants: The Rise of Red), regia di Jennifer Phang – film TV (2024)

### Doppiatrice
- Dottoressa Peluche (Doc McStuffins) – serie animata, episodio 1x24 (2012)
- Descendants: Wicked World – serie animata, 16 episodi (2015-2016)
- Bianca & Grey (Волки и овцы: Бе-е-е-зумное превращение), regia di Andrey Galat e Maxim Volkov (2016)

### Video musicali
- 2011 – Dynamite
- 2011 – Calling All the Monsters
- 2014 – Something Real
- 2017 – What's My Name
- 2018 – Stronger

## Discografia

### Da Solista

#### Colonne Sonore
- 2011 – A.N.T. Farm
- 2017 – Descentants 2: Movie Soundtrack
- 2019 – Descentants 3: Movie Soundtrack

#### Singoli
- 2010 – Your Biggest Fan (con Nick Jonas)
- 2011 – Exceptional
- 2011 – Dynamite
- 2011 – Calling All the Monsters
- 2011 – Beautiful
- 2011 – My Crush
- 2013 – DNA
- 2013 – Dancin By Myself
- 2013 – I Got My Scream On
- 2014 – Do Your Own Thing (con Roshon Fegan)
- 2014 – Stars Aligning
- 2017 – What's My Name (con Thomas Doherty e Dylan Playfair)
- 2018 – Stronger (feat. Dove Cameron)
- 2019 – Young Guns (con The Messenger)
- 2024 – What's My Name (Red Version) (con Kylie Cantrall)
- 2024 – Indebted (con Sierra McClain)

### Con le Thriii
Singoli
- 2008 – Daddy's Girl (accredidate come le 3mmclaingirls!)
- 2012 – Rise (accreditate come le McClain Sisters)
- 2012 – The Great Divide (accreditate come le McClain Sisters)
- 2012 – Jingle Bells Rock (accreditate come le McClain Sisters)
- 2012 – Go (accreditate come le McClain Sisters)
- 2014 – He Loves Me (accreditate come le McClain)
- 2014 – The Holiday Song (accreditate come le McClain)
- 2020 – My Sanity (accreditate come le Thriii)
- 2021 – Calling All the Monsters - 2021 Version (con Messenger) (accreditate come le Thriii)

### Partecipazioni
- 2010 – AA.VV. Jonas L.A.

## Tournée
Con le Thriii
- 2014 – State Tour

## Riconoscimenti
- NAMIC Vision Awards
  - Best Performance – Comedy (Tyler Perry's House of Payne)[3]

## Doppiatrici italiane
Nelle versioni in italiano delle opere in cui ha recitato, China Anne McClain è stata doppiata da:
- Emanuela Ionica in A.N.T. Farm - Accademia Nuovi Talenti, Come creare il ragazzo perfetto, Descendants 2, Descendants 3, K.C. Agente Segreto
- Sara Labidi in Un weekend da bamboccioni, Un weekend da bamboccioni 2, I maghi di Waverly
- Eva Padoan in Black Lightning
- Valentina Stredini in Hubie Halloween

Da doppiatrice è sostituita da:
- Emanuela Ionica in Descendants: Wicked World (Freddie Facilier, st. 1), Descendants - Il matrimonio reale (Uma)